# 후레쉬 보이즈
후레쉬 보이즈 (Fresh Boyz)는 2010년부터 활동을 시작한 대한민국의 힙합 그룹으로, 리더인 Ceejay 외에 권사장, 놀부로 이루어진 3인조 그룹이다. 사우스 힙합 스타일의 음악을 선보이고 있으며, 결성 당시에는 J'Kyun이 소속되어 있었으나 2011년 개인적인 이유로 탈퇴하였다. 소속사는 ENT102이다.

## 역사

2010년 10월 Soul Company Show 무대에 오른 Fresh Boyz. 당시는 4인조로 활동하였다. 왼쪽부터 Ceejay, 권사장, J'Kyun, 놀부

대학 때부터 동아리 활동을 통해 힙합 무대에 서게 된 Ceejay는 힙합 동아리에서 권사장과 만나 2002년부터 MBP라는 팀을 결성, 힙합 공연 및 여러 앨범에 참여하며 활동하였다. 이들은 정규 앨범을 준비하였으나, 작업 과정에서 프로듀서와의 차질이 생겨 앨범이 무산되었다. 이 와중에 그들과 친분이 있었던 양동근과 Smokie J가 멤버를 더 영입하여 4~5인조로 할 것을 제안했고, 이로 인해 놀부와 정견을 영입하면서 4인조 체제로 재편, Fresh Boyz가 탄생하였다. 이들은 앨범 작업을 재개하였으나 멤버들의 군복무 문제로 작업은 하릴없이 연기되었다. 그러던 중 Ceejay는 이효리의 Chitty Chitty Bang Bang에 참여하게 되었고, 이로써 Fresh Boyz보다 한발 앞서 자신의 이름을 알릴 수 있었다. 또 샤이니의 Get It, K.Will의 〈선물〉 등의 곡으로 작사가 활동을 하기도 하였다.
이들의 첫 앨범인 Fresh Everyday는 결국 2010년 6월에 완성되어 발매되었으며, "이효리 래퍼"라는 Ceejay의 배경과 이미 언더그라운드에서 입지를 굳혀가던 J'Kyun의 소속 그룹이라는 사실, 그리고 양동근이 군복무 이후 첫 복귀작으로 택한 앨범이라는 사실을 통해 여러모로 화제를 모았다. 앨범 발매 후 한동안은 권사장과 J'Kyun의 군복무 문제로 남은 멤버들이 무대에 서서 대신 활동했으며, 2010년 말 4인조로 재정비하여 활동을 재개하며 다시 양동근과 프로듀서 Smokie J의 TD Sound와 계약하였다. 이후 이들의 활동은 신곡 발표보다는 공연에 집중하며 새 앨범을 준비하던 도중 2011년 여름, J'Kyun이 개인적인 이유로 탈퇴하게 된다.
2012년 Fresh Boyz는 3인조로 재정비하여 DJ DOC 김창렬이 세운 회사 ENT102와 계약을 맺었다. 이들은 드라마 《지운수대통》의 OST에 참여하면서 활동을 재개하였으며, 2012년 여름 〈킹콩샤워〉를 발표하면서 메인스트림에 진출하였다.
대표곡: Melody, 〈킹콩샤워〉, 〈코알라〉

## 디스코그래피
- 2010년 미니 앨범 Fresh Everyday
- 2011년 싱글 앨범 《먹보 Remix》 (한정 판매)[7]
- 2012년 디지털 싱글 《킹콩샤워》
- 2013년 디지털 싱글 《라뱅 쓰리런》
- 2013년 디지털 싱글 《코알라》
- 2015년 디지털 싱글 《Doin' It》
- 2015년 디지털 싱글 《지워》
- 2016년 디지털 싱글 《Fight Night》

## 멤버 프로필[8]

### Ceejay
- 본명: 김재후
- 출생: 1981년 7월 18일
- 신체: 180cm, 76kg
- 학력: 중앙대학교 휴학

### 권사장
- 본명: 권오현
- 출생: 1984년 2월 23일
- 신체: 181cm, 70kg
- 학력: 국민대학교 경영학 학사

### 놀부
- 본명: 김성국
- 출생: 1985년 12월 2일
- 신체: 180cm, 80kg
- 학력: 국민대학교 광고학 학사

## 이름
- Fresh Boyz는 새롭고 신선한 시도를 많이 한 음악을 좋아한다는 의미에서 "Fresh"란 단어와, guys나 men보다 더 악동 같아보이는 느낌의 "Boyz"를 결합한 이름이다.[3]